# 駐溫哥華臺北經濟文化辦事處
駐溫哥華臺北經濟文化辦事處（英語：Taipei Economic and Cultural Office, Vancouver），亦稱駐溫哥華辦事處，是中華民國政府派駐加拿大不列颠哥伦比亚省第1大城溫哥華的代表機構。
辦事處負責推動臺灣與溫哥華的雙邊關係，以及辦理中華民國護照、赴臺簽證、工作假期签证、文件證明等领事相關業務，並提供僑民服務與旅外國人急難救助，功能等同邦交國的總領事館。
領事轄區為英屬哥倫比亞省、艾伯塔省、薩斯喀徹溫省、育空地區、西北地方

## 歷史
1991年1月8日，於第1大城設立具大使館功能的臺北經濟文化辦事處多倫多總處（駐加拿大代表處）。同年4月，於第3大城設立駐溫哥華臺北經濟文化辦事處。1992年7月，於首都設立駐渥太華臺北經濟文化辦事處。
1993年8月3日，駐加拿大代表處由多倫多移駐渥太華，更名為駐加拿大臺北經濟文化代表處，並改設駐多倫多臺北經濟文化辦事處。

## 外部連結
- 駐溫哥華臺北經濟文化辦事處的Facebook、Twitter、僑務組